# Філатов Петро Михайлович
Петро́ Миха́йлович Філа́тов (18 серпня 1893 , Ржев, Ржевский повітd, Тверська губернія, Російська імперія  — 14 липня 1941 , Москва ) — радянський військовий діяч. Депутат Верховної Ради УРСР 1-го скликання (1938–1941).

## Біографія
Народився 18 серпня 1893 року в міщанській родині у місті Ржеві Тверської губернії. Батько працював робітником фабрики.
З 1914 року служив у російській імператорській армії. Брав участь в Першій світовій війні: рядовий, молодший унтер-офіцер, помічник курсового офіцера, молодший офіцер, командир роти, підпоручник. У 1917 році закінчив Душетську школу прапорщиків.
З червня 1918 року — в Червоній армії. Учасник Громадянської війни в Росії: воював на Західному фронті в Білорусі. Служив командиром взводу, діловодом із стройової частини стрілецького полку, помічником командира 145-го стрілецького полку (1918-1919), командиром 147-го стрілецького полку (1919 — липень 1920), командиром 51-ї стрілецької бригади (липень 1920 — серпень 1921), командиром 50-ї стрілецької бригади (серпень 1921 — серпень 1922). Член ВКП(б).
У 1922 році закінчив Вищі військово-академічні курси Червоної армії. Служив помічником командира 17-ї Нижньогородської стрілецької дивізії (серпень 1922 — жовтень 1923), тво. командира 17-ї Нижньогородської стрілецької дивізії (жовтень 1923 — вересень 1924), помічником командира 17-ї Нижньогородської стрілецької дивізії (вересень 1924 —  листопад 1925), командиром 26-ї Златоустівської стрілецької дивізії (листопад 1925 — лютий 1927).
З лютого 1927 року до 1935 року — начальник Владивостоцької піхотної школи імені Комінтерну. У 1928 році закінчив курси удосконалення вищого командного складу РСЧА. З 1935 по серпень 1936 року перебував у розпорядженні народного комісара оборони СРСР.
У 1936 році закінчив особливий факультет Військової академії імені Фрунзе.
З серпня 1936 по вересень 1937 року — командир 27-ї Омської стрілецької дивізії Білоруського військового округу.
З вересня 1937 по червень 1938 року — командир 15-го стрілецького корпусу Київського військового округу в місті Чернігові.
З червня 1938 року — депутат Верховної Ради Української РСР 1-го скликання.
З червня по вересень 1938 року — заступник командувача Особливої Червонопрапорної Далекосхідної армії. З вересня 1938 по червень 1940 року — заступник командувача 1-ї Окремої Червонопрапорної армії на Далекому Сході. З червня 1940 по травень 1941 року — заступник командувача військ Далекосхідного фронту.
У травні 1941 року призначений командувачем 13-ї армії Західного Особливого військового округу. На початку німецько-радянської війни 13-та армія на чолі з генерал-лейтенантом Філатовим вела важкі оборонні бої на мінському напрямі Західного фронту. Після оточення Мінська Філатов зміг зберегти боєздатність армії і вивести більшу її частину на новий оборонний рубіж: Борисів — Смолевичи — річка Птичь. 8 липня 1941 в районі Могильова під час нападу німецької авіації командарм був важко поранений і евакуйований до військового госпіталю в Москві, де 14 липня 1941 року помер від отриманих поранень.

## Звання
- комбриг (17.02.1936)
- комдив (17.02.1938)
- комкор (14.06.1938)
- генерал-лейтенант (4.06.1940)

## Нагороди
Нагороджений двома орденами Червоного Прапора (18.12.1920, 27.05.1921), орденом Червоної Зірки (22.02.1938), медаллю «ХХ років РСЧА» (22.02.1938) та орденом Вітчизняної війни 1-го ступеня (посмертно).